# رقص بریک ۲
بریک ۲ (به انگلیسی: Breakin 2) یک فیلم موزیکال آمریکایی محصول سال ۱۹۸۴ به کارگردانی سام فرستنبرگ است. این فیلم ادامه قسمت قبلی رقص بریک (فیلم ۱۹۸۴) می‌باشد. که به فاصله هفت ماه قسمت دوم منتشر شد. این فیلم قسمت سومی هم بنام رقص بریک ۳ (۱۹۸۵) دارد، اما دارای یک داستان غیر مرتبط و شخصیت‌های مختلف فقط است.